# Ludwig Schnorr von Carolsfeld

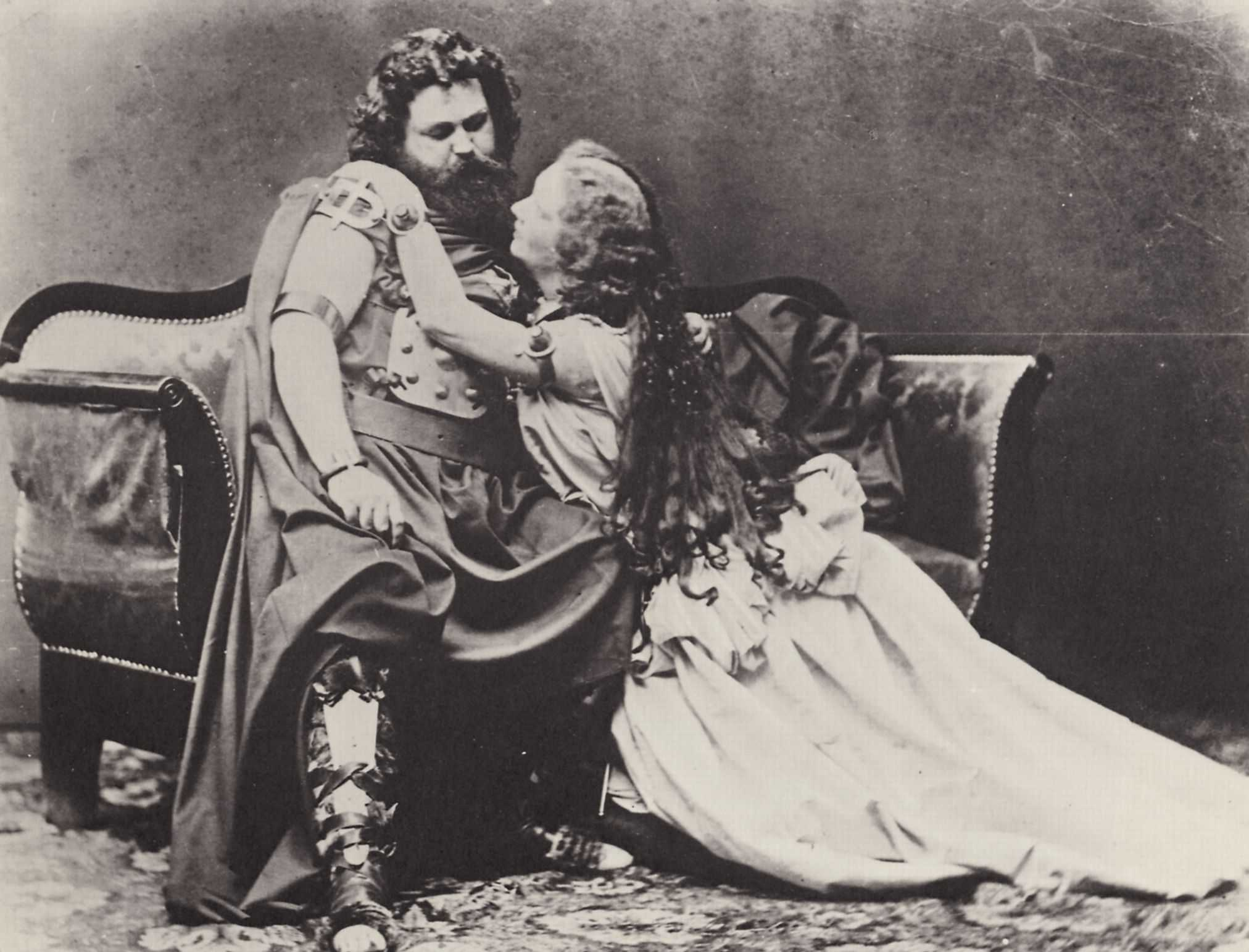
Ludwig Schnorr von Carolsfeld con la moglie Malvina nel Tristano e Isotta di Wagner, 1865, foto di Joseph Albert

Ludwig Schnorr von Carolsfeld (Monaco di Baviera, 2 luglio 1836 – Dresda, 21 luglio 1865) è stato un tenore tedesco (Heldentenor).

## Biografia
Figlio del celebre pittore Julius Schnorr von Carolsfeld, studiò presso la Kreuzschule di Dresda, sede del prestigioso Kreuzchor, il che potrebbe avergli fornito la spinta a rompere con la tradizione familiare di dedicarsi alla pittura per perseguire invece la carriera di cantante. Frequentò pertanto il conservatorio di Lipsia. Nel 1858 debuttò all'Hoftheater di Karlsruhe, e nel 1860 cantò anche all'Hoftheater di Dresda e al Nationaltheater di Monaco. Il 25 aprile 1860 sposò il soprano danese Malvina Garrigues, la quale decise di mettere in secondo piano la propria carriera per sostenere completamente quella del marito, che sembrava avviata a un più sicuro successo.

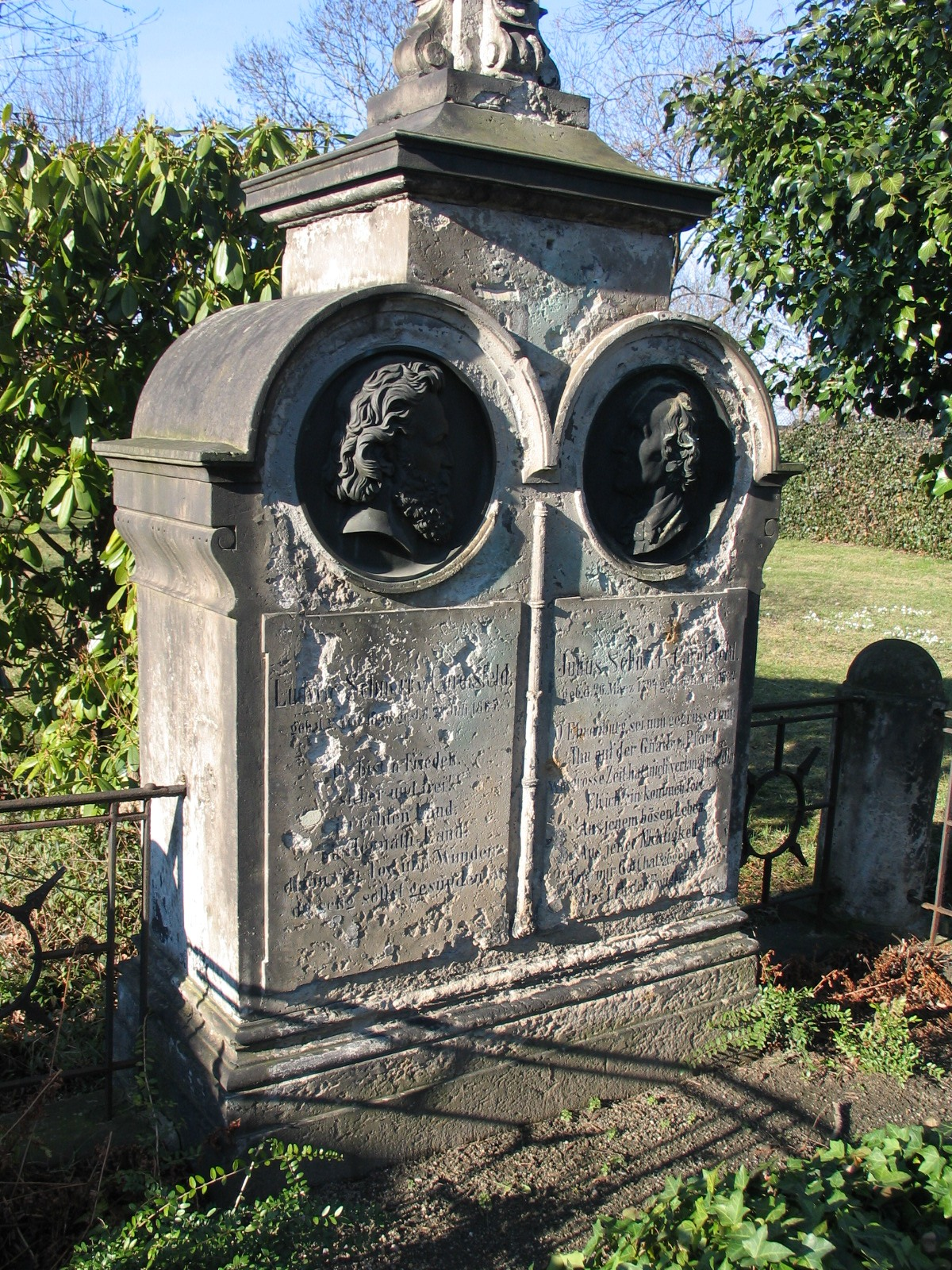
La tomba di Julius e Ludwig Schnorr von Carolsfeld all'Alten Annenfriedhof di Dresda.

In questi anni Schnorr von Carolsfeld si guadagnò la reputazione di tenore intelligente, sensibile, affidabile, potente ed energico, in particolare in ruoli di opere di Verdi e Wagner. Nel 1861 il giovane erede al trono di Baviera Ludwig di Wittelsbach lo ascoltò per la prima volta nel ruolo di Lohengrin nell'omonima opera wagneriana e ne rimase profondamente affascinato. Marito e moglie incontrarono per la prima volta Wagner nel 1862 a Biebrich, presso Wiesbaden: in questa occasione entrambi ebbero modo di cantare di fronte al compositore passaggi della sua nuova opera Tristano e Isotta mentre Wagner stesso accompagnava al pianoforte: Questo primo incontrò impressionò moltissimo il compositore, che se ne ricordò a tre anni di distanza.
Tristan und Isolde avrebbe dovuto andare in scena per la prima volta nella stagione 1862-1863 al Teatro dell'Opera di Vienna, ma l'impresa venne abbandonata dopo l'incredibile numero di 77 prove, poiché il tenore scelto per il ruolo principale non sembrava all'altezza di reggere quella sfida. Solo nel 1865 l'ardente desiderio di Ludwig di Baviera, salito nel frattempo al trono, di ascoltare l'opera rese possibile un nuovo tentativo, questa volta a Monaco, sotto la diretta supervisione del compositore, che il re aveva chiamato presso di sé. Su suggerimento di Wagner i ruoli dei due protagonisti vennero affidati a Ludwig e Malvine Schnorr von Carolsfeld. E sebbene la prima dell'opera il 6 giugno 1865 fosse stata tutt'altro che un successo unanime e incontrastato (la critica giudicò l'opera, fra le altre cose, come "indecente"), per la coppia di protagonisti fu un trionfo, che avrebbe potuto essere il trampolino di lancio per una carriera luminosissima.
Ma, dopo sei settimane e altre tre rappresentazioni del Tristano, Ludwig Schnorr von Carolsfeld morì improvvisamente e inaspettatamente, a soli 29 anni. La sua scomparsa prematura e misteriosa diede origine a molte voci e leggende, e venne a lungo ritenuta la conseguenza dell'enorme sforzo fisico ed emotivo che Wagner pretendeva dai suoi cantanti, ed in particolare dal ruolo di Tristano. Oggi tuttavia si ritiene che la probabile causa della morte sia stata un'infezione come il tifo o la meningite. Ludwig Schnorr von Carolsfeld fu sepolto accanto nell'Alten Annenfriedhof di Dresda, dove qualche anno dopo venne inumato il padre. Wagner rimase profondamente colpito e addolorato dalla morte del cantante che per lui era riuscito a capire e ad incarnare alla perfezione il suo Tristano. Dopo la prematura morte di Ludwig, la sua vedova, Malvina, distrutta dal dolore, decise di terminare la carriera.

## Nei media
- Nella miniserie televisiva Wagner Ludwig Schnorr von Carolsfeld viene interpretato da Peter Hofmann.